# Flughafenplanung

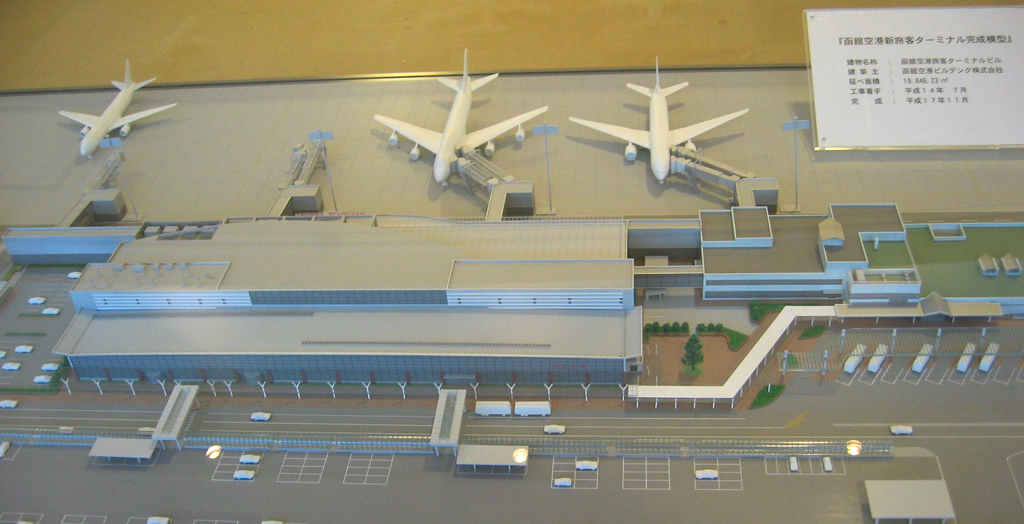
In der Planungsphase von Flughäfen werden häufig Modelle erstellt. Im Bild ein Modell des Flughafens Hakodate (Hokkaido, Japan).

Unter Flughafenplanung versteht man die Planung der Infrastruktur von Flughäfen wie zum Beispiel Start- und Landebahnen, Tower oder Anlagen, die der sicheren Führung von Flugzeugen in der Luft und am Boden dienen wie die Befeuerung. Zu berücksichtigen sind dabei Aspekte rechtlicher, technischer und wirtschaftlicher Natur sowie Aspekte der Raumordnung und des Umweltschutzes (insbesondere im Hinblick auf Fluglärm). 
Im weiteren Sinn kann unter Flughafenplanung die Planung sämtlicher Bereiche von Flughafenkomplexen verstanden werden, die alle Anlagen der „Stadt Flughafen“ wie Hotels, Lagerhallen, Bürogebäude und das Straßen- und Wegenetz umfasst.

## Normung
Aufgrund des übernationalen Charakters der Luftfahrt ist die Normung für die Flughafenplanung in weiten Teilen international vereinheitlicht. Rechtsverbindliche internationale Normen sind aufgrund zwischenstaatlicher Verträge insbesondere die Anhänge (englisch: Annexe) zum internationalen Luftfahrtübereinkommen der International Civil Aviation Organization (ICAO) (deutsch: Internationale Zivilluftfahrt-Organisation), die für eine international einheitliche Handhabung verschiedener Gesichtspunkte sorgen.
Die US-amerikanische Luftfahrtaufsichtsbehörde Federal Aviation Administration (FAA) hat ein detailliertes Regelwerk geschaffen, das (nur) für den US-amerikanischen Bereich verbindlich ist, aber auch in anderen Ländern von Flughafenplanern in Fällen, für die keine internationalen oder nationalen Regeln existieren, gerne als Referenz herangezogen wird.
Das Ziel der internationalen Vereinheitlichung verfolgen auch Richtlinien, die von verschiedenen Institutionen geschaffen wurden. Solche Richtlinien haben zwar in der Regel keine Gesetzeskraft, stellen in vielen Fällen aber dennoch den Standard dar. Als Herausgeber von Richtlinien im Bereich der Flughafenplanung ist insbesondere die International Air Transport Association (IATA) (deutsch: Internationale Flug-Transport-Vereinigung) zu nennen. Auch für den militärischen Bereich gibt es umfassende Richtlinien.
Weiterhin gibt es zahlreiche Gesetze auf nationaler Ebene, die Regeln für die Luftfahrt allgemein und für die Flughäfen im Speziellen setzen. National bedeutende Normen sind beispielsweise solche aus den Bereichen Arbeitssicherheit, Baurecht, Umweltrecht und Raumordnung.

## Flughafenplanung allgemein
Flughafenspezifische Planungen ergeben sich einerseits aus der Wechselwirkung zwischen Fluggerät und Flughafen bzw. aus der Wechselwirkung zwischen Fluggerät und Umwelt. Andererseits ist die spezielle Situation, die sich aus dem Passagier- und Frachtverkehr und den entsprechenden Dienstleistern im Umfeld eines Flughafens ergeben, Thema der Flughafenplanung.
Grundsätzliche Entscheidungsgrundlagen bringt die Flughafenplanung in Hinsicht auf die Untersuchung von Anflug- und Abflugbereichen. Zur Flughafenplanung im engeren Sinne gehören beispielsweise der Entwurf der Flughafengesamtanlage mit Situierung von Start-/Landebahnen, Rollbahnen und Vorfeld sowie die Anordnung von Tower und Passagier-, Gepäck- und Frachtabfertigungsanlagen, das Layout von Flugzeugabstellflächen, Rollführungssysteme, Passagiertransportsysteme, Befeuerungssysteme, Bodenmarkierungen, Anlagen für die Flugzeugenteisung und Fluggastbrücken, Flughafenumzäunungen und Windschutzzäune (blast fences) als Schutz gegen den Jet blast von Flugzeugtriebwerken. 
Viele Überlegungen der Flughafenplanung, wie zum Beispiel hinsichtlich Vogelschlag, ergeben sich aus der notwendigen Sicherheit für Flugbewegungen.

## Planungspersonal
Im Bereich der Flughafenplanung tätig sind eigene Abteilungen der Flughafengesellschaften, Planungsteams der Flugsicherung, Fachplaner von Firmen mit flughafenspezifischer Ausrichtung und Ingenieurbüros. Flughafenplaner agieren sehr häufig international.
Auf dem Gebiet der Flughafenplanung ist zudem eine große Bandbreite von Fachplanungsdienstleistern zu finden. Es sind dies unter anderem Ingenieure aus den Bereichen Architektur, Verkehrsplanung, Straßenbau, Maschinenbau, Pipelinebau, Elektrotechnik und Elektronik, Heizungs- und Klimatechnik, Boden- und Luftradar und sonstiger Anlagen der Flugsicherung.
Aber auch Biologen sind in der Flughafenplanung tätig. Ihre Planungen befassen sich beispielsweise mit der Umsiedlung geschützter Tierarten und der Verhütung von Vogelschlägen.

## Planungsphasen
Im Rahmen der Flughafenplanung lassen sich die Erstellung von Studien, Masterplanung, Entwurfsplanung, Genehmigungsplanung, Ausschreibungsplanung und Ausführungsplanung bzw. Detailplanung unterscheiden.

## Ausbildung
Die Cranfield University bietet den Masterstudiengang Airport Planning and Management an.
Im deutschsprachigen Raum gibt es mehrere Hochschulen, die das Fach Flughafenplanung im Rahmen verschiedener Studienrichtungen (z. B. Flugtechnik, Bauingenieurwesen) anbieten. Beispielsweise kann am Institut für Luft- und Raumfahrt (kurz ILR) der Technischen Universität Berlin ein Vertiefungsfach Flughafenplanung mit Vorlesung und Übung besucht werden.
Es gibt aber auch private Anbieter von Lehrgängen für Flughafenplanung, die eine breite Palette von planungsbezogenen Themen abdecken können.